# Porsche 919 Hybrid
Porsche 919 Hybrid — спортпрототип компанії Porsche з гібридним приводом створений відповідно до регламенту Прототипів Ле Ману класу 1-H. Розроблений на заміну моделі Porsche RS Spyder[джерело?], що брала участь у перегонах Американської серії Ле Ман (англ. American Le Mans Series) (2005–2010). Позначення Porsche 919 Hybrid пов'язане з Porsche 917 з 1970-х років і презентацією моделі Porsche 918 (2013).

## Історія
Компанія Порше 30 червня 2011 оголосила про намір повернутись до перегонів 24 години Ле-Мана у командних змаганнях через 16 років після подвійної перемоги Porsche 911 у 24 годинах Ле Мана 1998.
Презентація моделі відбулась 12 червня 2013.
Кузов автомашини типу монокок у вигляді закритої сендвіч-конструкції виконано з вуглепластику та алюмінієвих сот, які з міркувань безпеки потовщені з боків. На колесах встановлені дискові гальма з карбід кремнієвої кераміки. Силовий блок моделі складається з 4-циліндрового V-подібного бензинового мотора об'ємом 2000 см³ потужністю 503 к.с. (370 кВт) з приводом на задню вісь і двох електромоторів-генераторів EGU потужністю 250 к.с. (184 кВт) на передній осі, що акумулюють енергію при гальмуванні і передають її у вигляді електроенергії на літій-іонний акумулятор з рідинним охолодженням A123 Systems. За одне коло на треку система здатна акумулювати і видати 8 мДж. У колесах використано шини Michelin і магнієві колісні диски.

## Перегони 2014

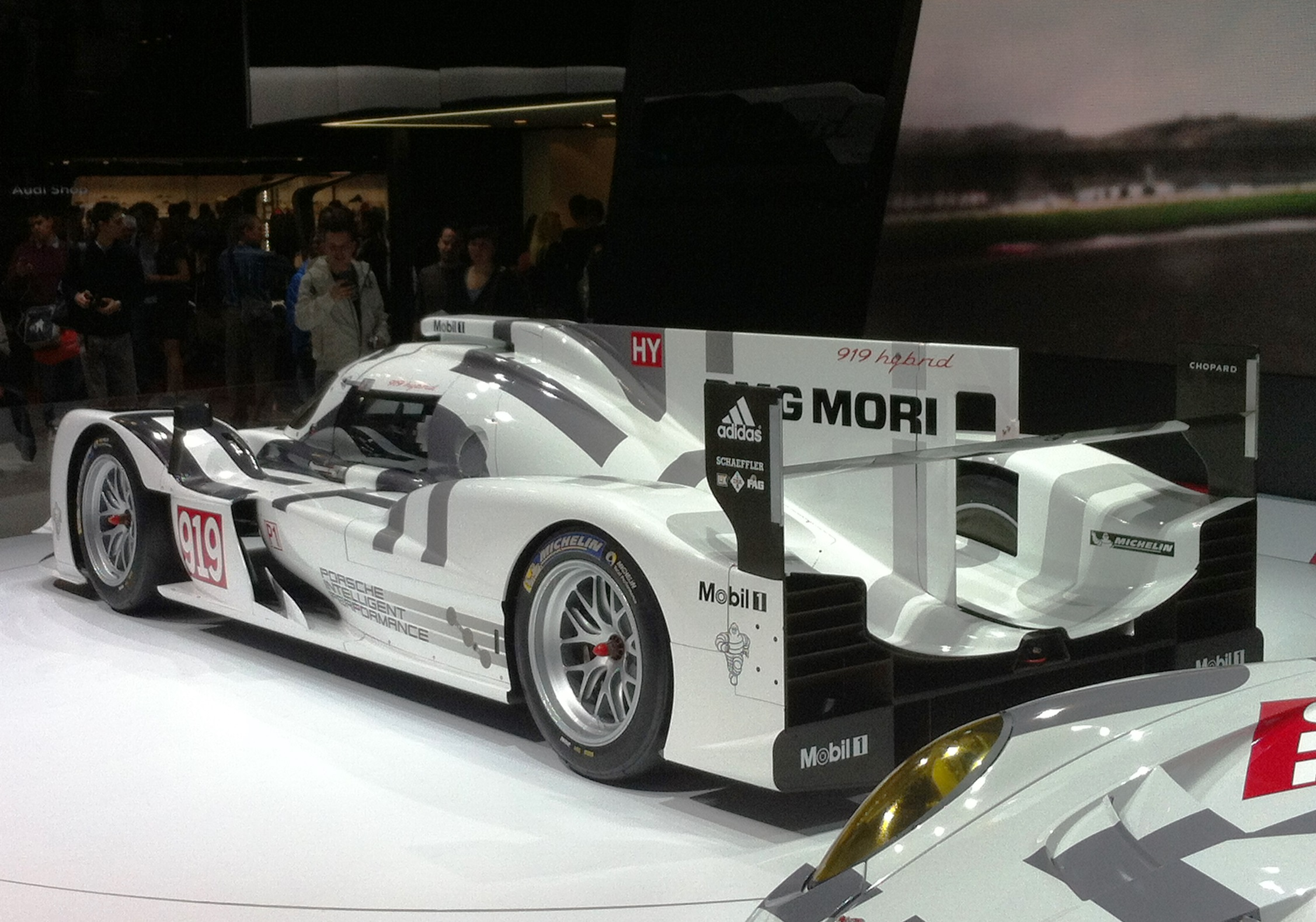
Задня частина Porsche 919 Hybrid

У чемпіонаті 2014 команда Porsche виставила дві машини Porsche 919 Hybrid зі стартовими № 14 і 20. У 8 перегонах вони здобули 4 поул-позишн, одне найшвидше коло, 1 перемогу, місця одне друге, чотири треті, набравши 193 очки і зайнявши 3 командне місце.